# Fabryka Samochodów Stetysz

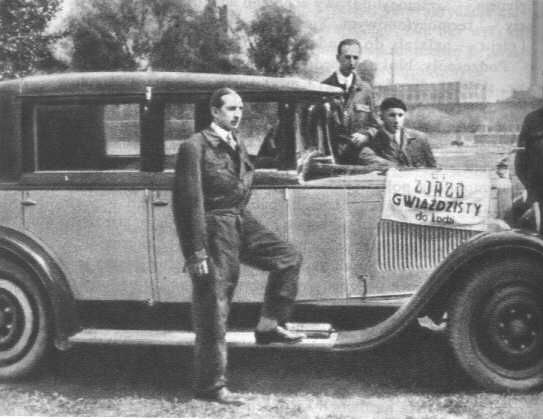
Stefan Tyszkiewicz vor einem seiner Fahrzeuge

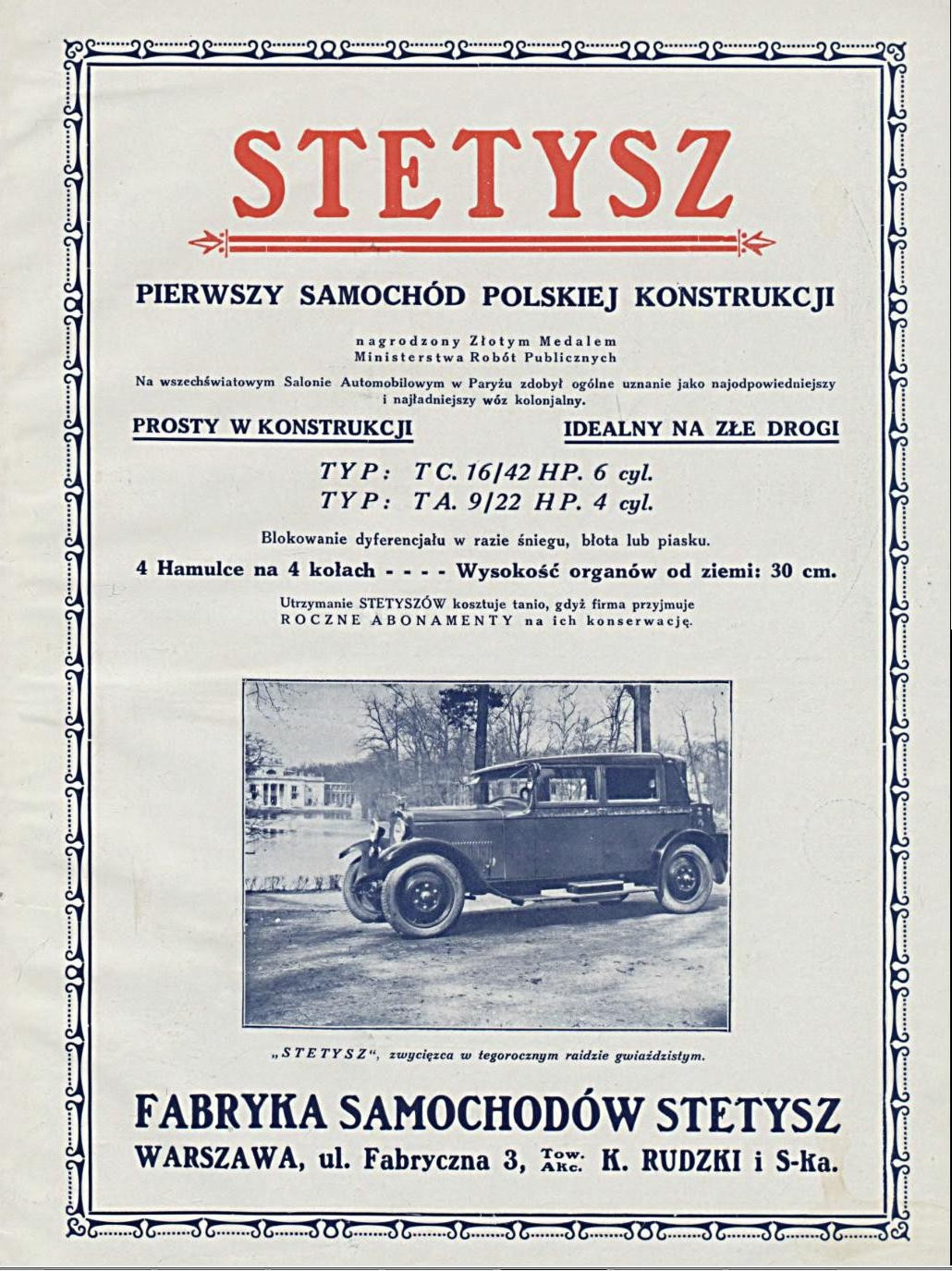
Historische Anzeige des Unternehmens (polnisch)

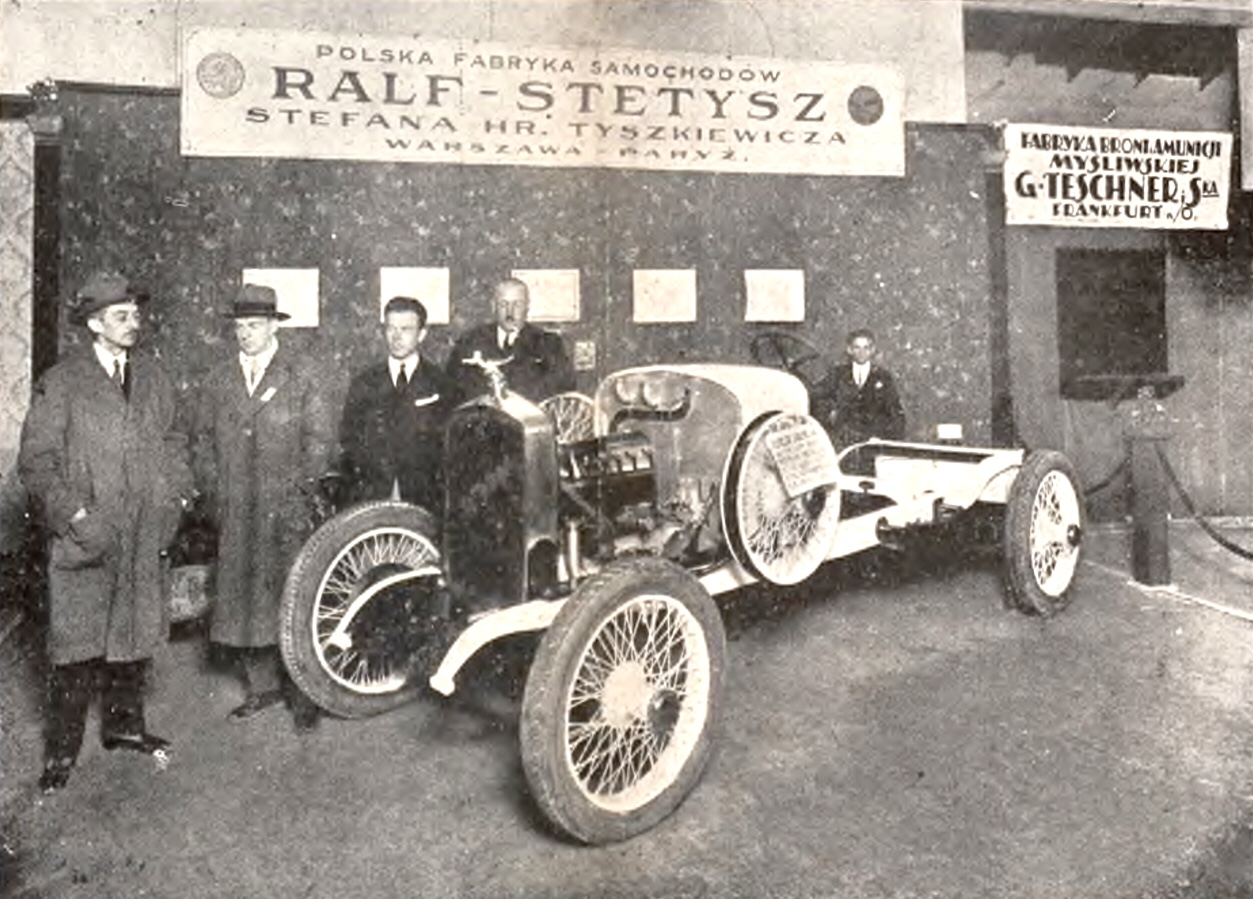
Ralf Stetysz Chassis (ganz links im Bild Stefan Tyszkiewicz)

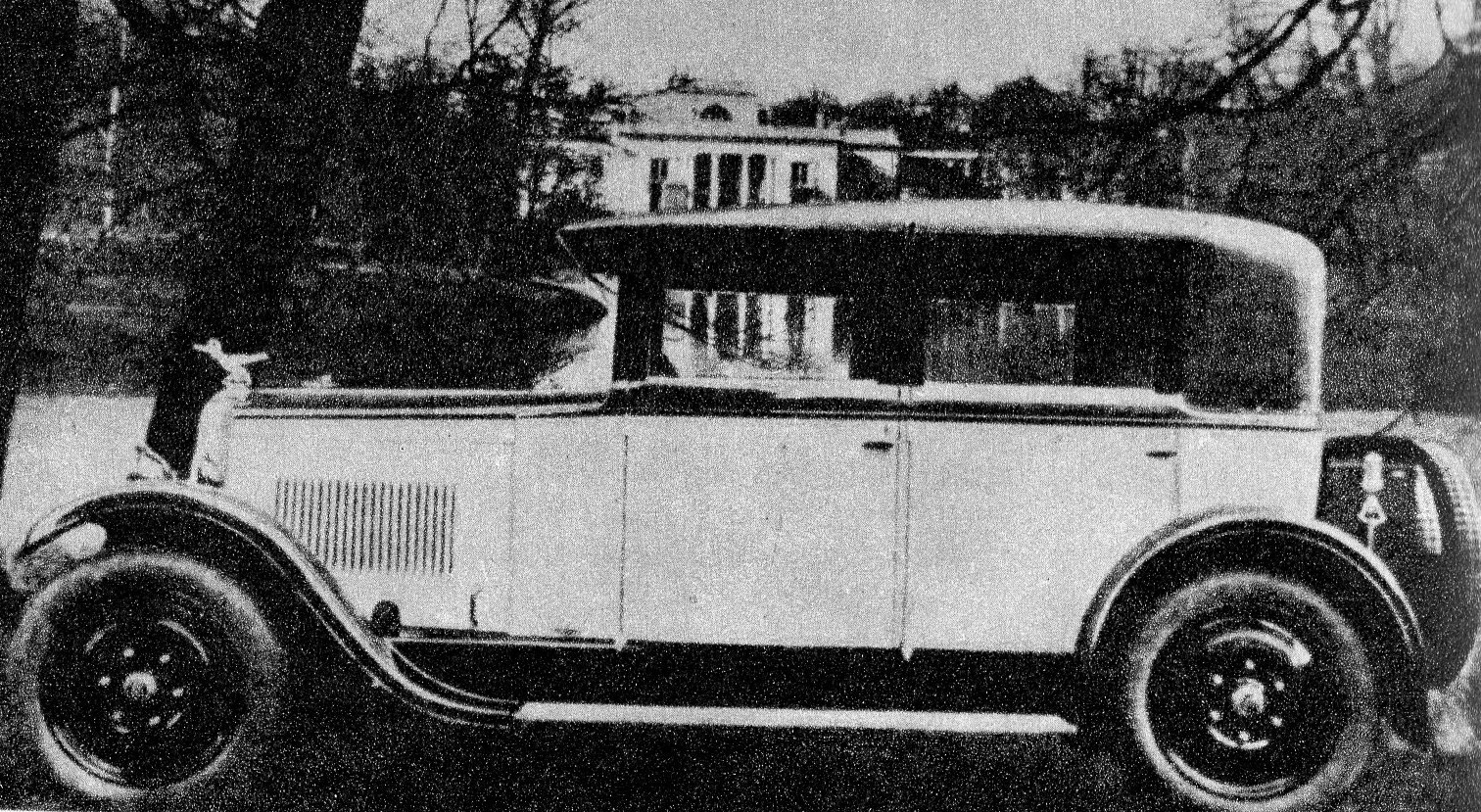
Ralf Stetysz 1928 Prototyp

Fabryka Samochodów Stetysz war ein polnischer Hersteller von Automobilen.

## Unternehmensgeschichte
Der Pole Stefan Tyszkiewicz lebte in Frankreich. Er entwickelte ab 1923 einen Prototyp, der 1926 serienreif war. Dazu gründete er in Warschau das Unternehmen Fabryka Samochodów Stetysz, das in Verbindung zu Towarna Akc. Konstrukcij Mostowych Rudski stand, und begann mit der Produktion von Automobilen. Der Markenname lautete Stetysz oder Ralf-Stetysz = Rolniczo Automobilowo-Lotnicza Fabryka Stefana Tyszkiewicza. 1928 endete die Produktion, nachdem ein Feuer im Werk großen Schaden angerichtet hatte.

## Fahrzeuge
Der erste Motor hatte 2950 cm³ Hubraum mit 85 mm Bohrung und 130 mm Hub. Der Radstand betrug 3360 mm und die Spurweite 1440 mm. Im späteren Angebot standen zwei Modelle, die beide von Motoren angetrieben wurden, die in Polen nach einer Lizenz der Continental Motors Company entstanden. Das kleinere Modell TA 9/22 HP hatte einen Vierzylindermotor mit 1500 cm³ Hubraum mit 69 mm Bohrung und 100 mm Hub. Das größere Modell TC 16/42 HP hatte einen Sechszylindermotor mit 2700 cm³ Hubraum mit 70 mm Bohrung und 120 mm Hub.